# Nesiosphaerion
Nesiosphaerion är ett släkte av skalbaggar. Nesiosphaerion ingår i familjen långhorningar.
Kladogram enligt Catalogue of Life:
| Nesiosphaerion | \| \| Nesiosphaerion caymanensis \| \| \| \| \| \| Nesiosphaerion charynae \| \| \| \| \| \| Nesiosphaerion insulare \| \| \| \| \| \| Nesiosphaerion testaceum \| \| \| \| |
|                | \| \| Nesiosphaerion caymanensis \| \| \| \| \| \| Nesiosphaerion charynae \| \| \| \| \| \| Nesiosphaerion insulare \| \| \| \| \| \| Nesiosphaerion testaceum \| \| \| \| |
|                | Nesiosphaerion caymanensis |
|                | |
|                | Nesiosphaerion charynae |
|                | |
|                | Nesiosphaerion insulare |
|                | |
|                | Nesiosphaerion testaceum |
|                | |